# Brighstone
Brighstone est un village et une paroisse civile anglaise de l’île de Wight.

## Géographie
Brighstone est situé à 9,6 km au sud-ouest de Newport, sur la route B3399. Le village était auparavant connu sous le nom de « Brixton ». Ce nom dérive du nom saxon « Ecgbert's Tun ».
Brighstone est le plus grand village de la région, connu localement sous le nom de Back of the Wight, et s'étend jusqu'à Limerstone et Mottistone. À l'époque romaine, une villa fut construite au nord pour profiter des eaux claires du ruisseau Buddle.